# Szajch Abjad
Szajch Abjad – wieś w Syrii, w muhafazie Aleppo. W 2004 roku liczyła 574 mieszkańców.